# Нельсон Кабрера
Нельсон Кабрера (ісп. Nelson David Cabrera, нар. 22 квітня 1983, Кап'ята) — парагвайський і болівійський футболіст, захисник клубу «Болівар».
Виступав, зокрема, за клуби «Серро Портеньйо» та «ЧФР Клуж», а також національну збірну Болівії.
Чемпіон Румунії.

## Клубна кар'єра
Народився 22 квітня 1983 року в місті Кап'ят. Вихованець футбольної школи клубу «Олімпія» (Асунсьйон). Дорослу футбольну кар'єру розпочав 2004 року в основній команді того ж клубу, в якій провів один сезон, взявши участь у 24 матчах чемпіонату.
Своєю грою за цю команду привернув увагу представників тренерського штабу клубу «Серро Портеньйо», до складу якого приєднався 2005 року. Відіграв за команду з Асунсьйона наступні три сезони. Більшість часу, проведеного у складі «Серро Портеньйо», був основним гравцем захисту команди.
З 2009 року грав у Чилі, захищав кольори команди клубу «Коло-Коло». В сезоні 2009/10 на умовах оренди грав за румунський «ЧФР Клуж».
Протягом 2012 року захищав кольори китайського клубу «Чунцін Ліфань».
До складу клубу «Болівар» приєднався 2013 року. Відтоді встиг відіграти за команду з Ла-Паса 113 матчів в національному чемпіонаті.

## Виступи за збірні
2007 року дебютував в офіційних матчах у складі національної збірної Парагваю, провів один матч.
Граючи у болівійському «Боліварі», прийняв громадянство цієї країни і 2016 року дебютував у складі національної збірної Болівії, за яку провів 3 матчі. У складі збірної був учасником розіграшу Кубка Америки 2016 року у США.

## Титули і досягнення
- Чемпіон Парагваю (1):

«Олімпія» (Асунсьйон):  2005
- Чемпіон Румунії (1):

«ЧФР Клуж»:  2011–12
- Володар Кубка Румунії (1):

«ЧФР Клуж»:  2009–10
- Чемпіон Болівії (3):

«Болівар»:  Клаусура 2013, Апертура 2014, Клаусура 2015